# Flottans musikkår i Stockholm
Flottans musikkår i Stockholm, under de sista åren Andra militärmusikkåren, var en svensk militärmusikkår som verkade i olika former mellan åren 1522 och 1971 .

## Historia
Redan i och med att den dåvarande riksföreståndaren Gustaf Eriksson grundade den svenska flottan 1522 anställdes ett antal musiker för musiktjänst inom flottan. Under den följande århundradena verkade musiken vid Stockholms örlogsstation i olika former tills verksamheten tillfälligt upphörde efter att hela den dåvarande musikkåren stupat i Första slaget vid Svensksund 1789.
Musikverksamheten återupptogs igen 1802 och 1814 bildades musikkåren i modern tapning, musikkåren tillhörde då Sjöartillerikompaniet i Stockholm till 1833 då den överfördes till det nybildade Marinregementet. Efter några år utvecklades musikkåren till Flottans musikkår i Stockholm som vid en omorganisation 1909 fick en modern instrumentbesättning om 45 man.
Organisationen behölls någorlunda oförändrat till 1956 års musikorganisation med verkan från 1 april 1957 då den blev en del av Marinmusiken och en av tre musikkårer i Stockholm. Ytterligare omorganisation skedde 1961 då namnet ändrades till Andra militärmusikkåren som då blev en del av Militärmusiken. I och med att det då endast fanns två militärmusikkårer i Stockholm hände det att musikkåren uppträdde i Arméns uniform och även bidrog till bemanningen i Första militärmusikkårens beridna avdelning.
I samband med att militärmusiken upphörde 1971 slogs musikkåren samman med Första militärmusikkåren och blev Stockholmsmusiken inom Statens regionmusik.

## Verksamhet
I äldre tid var huvuduppgiften att bemanna sjökommenderande ensembler och musikjänster. I modernare tid var musikkårens främsta uppgift medverkan vid högvakt och ceremonier och arrangemang på marinförbanden i Stockholm med omnejd, framförallt enheterna på Skeppsholmen men även Berga örlogsskolor i Haninge kommun och Kungliga Sjökrigsskolan i Täby. Man höll frekvent konserter för allmänheten, mellan 1892 och 1954 konserterade musikkåren dagligen på Skansen under perioden april-september. Musikkåren gjorde också turnéer i bl.a. Förenta staterna och Storbritannien.

## Musikdirektörer
- 1891-1909 - Oscar Blomquist
- 1909-1932 - Erik Högberg
- 1932-1947 - Ivar Widner
- 1947-1954 - Gustav Svensson
- 1954-1971- Bertil Driving